# Provincia de Aksaray
Aksaray es una de las 81 provincias de Turquía. Se encuentra en la región de Anatolia Central y la capital de la provincia es la ciudad de Aksaray.
Limita con las provincias de Konya por el sur y el oeste, Niğde al sureste, Nevşehir al este y Kırşehir al norte. Abarca un área de 7626 kilómetros cuadrados.

## Geografía física
Aksaray posee grandes bellezas naturales. Es una de las cuatro provincias de la región de Capadocia, junto con Nevşehir, Niğde y Kayseri. En su territorio se levanta el volcán Hasan, de 3000 metros de altitud, entre Aksaray y Niğde. Los veranos en la llanura son cálidos y secos, aunque en primavera hay abundante flora, especialmente durante el deshielo. En Aksaray se encuentra también el lago Tuz, un lago salado con una extensión de 2400 km²

## Distritos

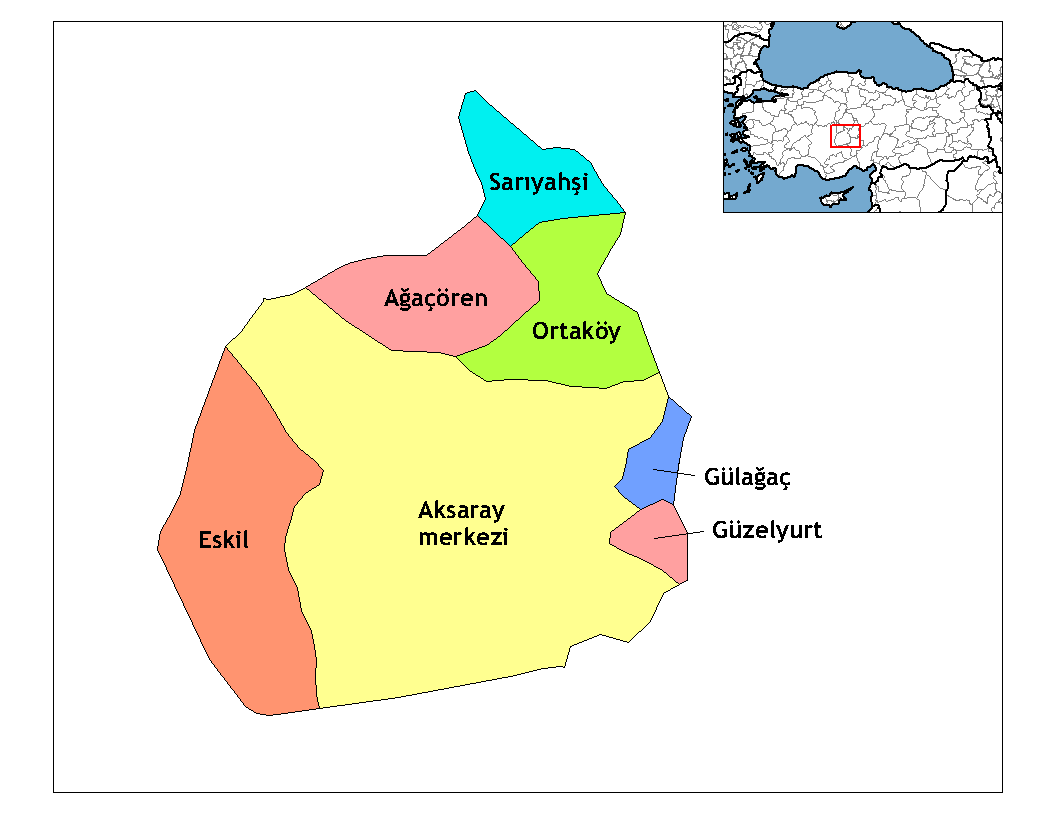
Distritos de la provincia de Aksaray

La provincia de Aksaray está dividida en 7 distritos:
- Ağaçören
- Aksaray
- Eskil
- Gülağaç
- Güzelyurt
- Ortaköy
- Sarıyahşi
- Sultanhanı

## Historia
En la antigüedad, esta zona era conocida como Archelais Garsaura; esta nomenclatura pasó a convertirse en Taksara durante la dinastía selyúcida, para acabar convirtiéndose en Aksaray.

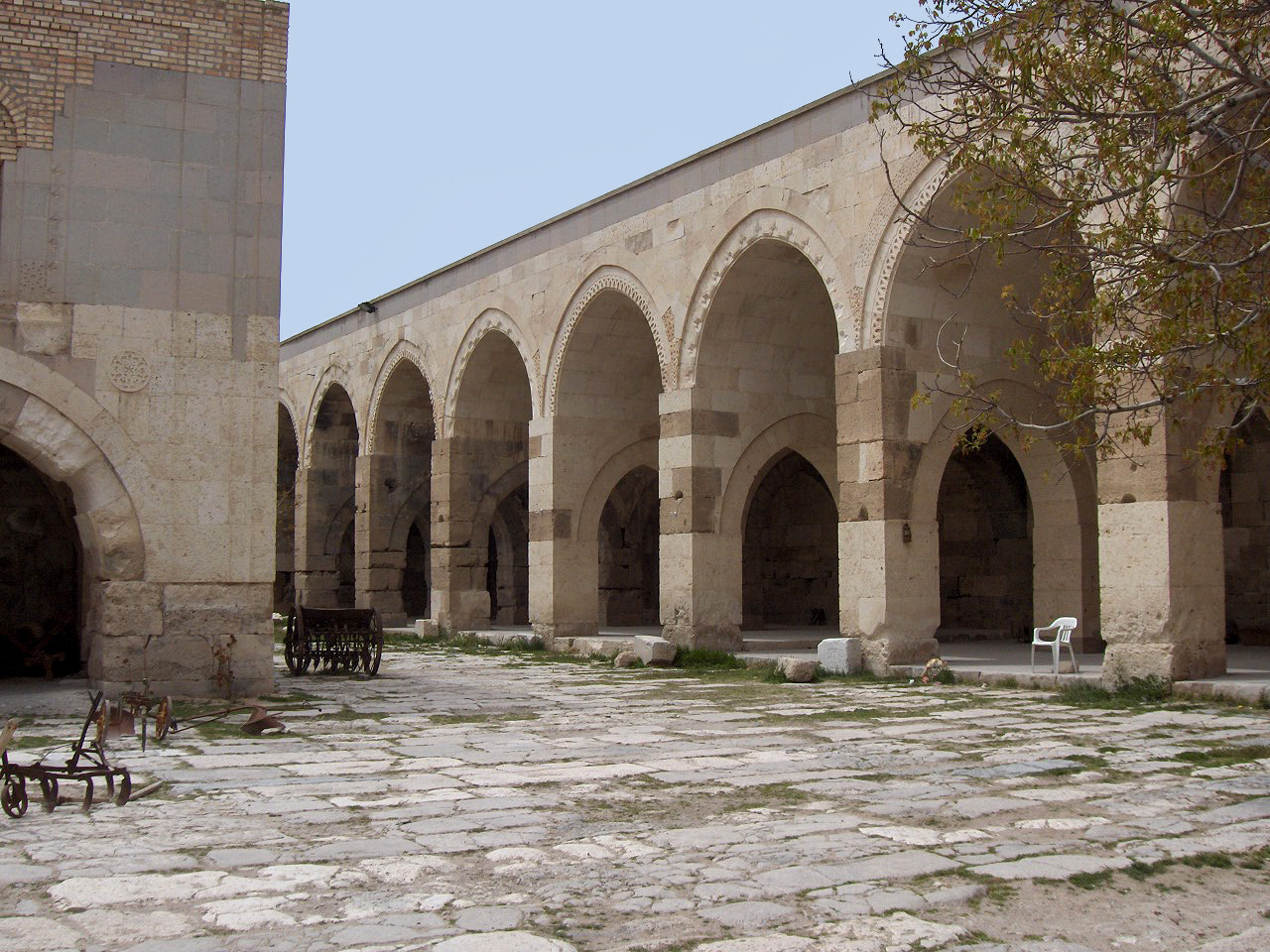
Patio interior del caravasar (refugio para caravanas) Sultanhanı.

Las llanuras de la Anatolia central han estado habitadas desde hace 8000 años y los alrededores de Aksaray acogen monumentos de la sucesión de civilizaciones que han ocupado la zona durante todos esos años. El túmulo de Aşıklı höyük en la población de Kızılkaya corresponde a un asentamiento datado en torno al año 5000 a. C., así como un cráneo femenino que aparentemente fue trepanado, la evidencia más antigua que se conoce de una cirugía cerebral.
Posteriormente la Ruta de la Seda cruzó estos parajes, por lo que se construyeron caravasares (refugios para caravanas) y varias poblaciones fueron levantadas para abastecer y dar cobijo a los comerciantes. La ciudad de Aksaray y sus alrededores vivieron el paso del Imperio romano, el bizantino y el otomano.
Hoy en día, Aksaray es una provincia agrícola, habitada por gente religiosa y conservadora. A partir de los años cincuenta se produjo una emigración hacia Europa. La población de Aksaray presenta proporción de kurdos más elevada que en el resto de las provincias de Anatolia central. Tras la Rebelión de Sheikh Said (en 1925), muchos de ellos fueron trasladados desde Tunceli y otras ciudades orientales.

## Lugares de interés

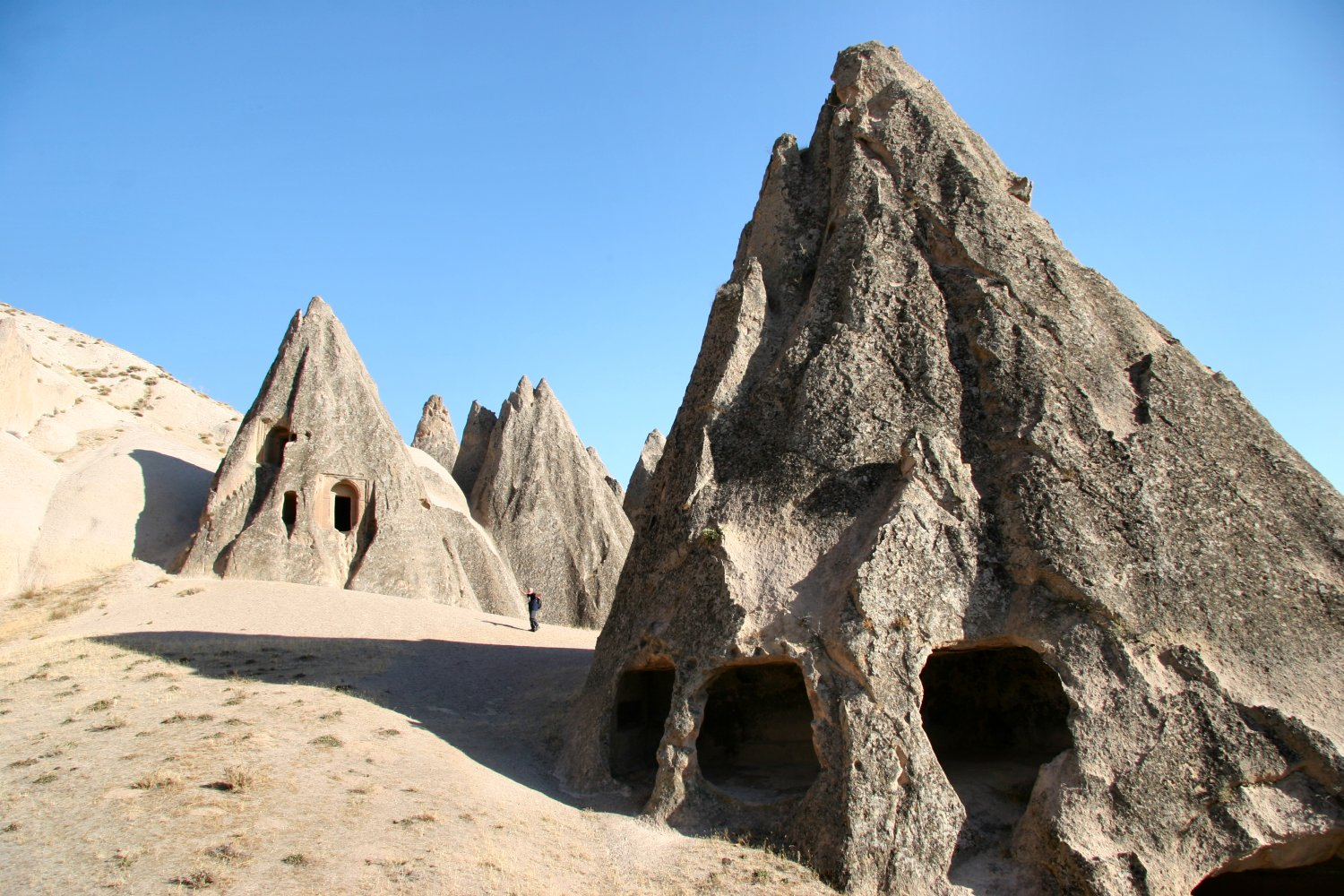
Vista del valle de Ihlara, Aksaray

- Aşıklı Höyük: túmulo funerario a 25 kilómetros al este de la ciudad de Aksaray.
- Acemhöyük: un primitivo asentamiento de la Edad del Bronce, 18 kilómetros al noroeste de Aksaray.
- La antigua ciudad de Nora, en la población de Helvadere.
- Numerosas iglesias y mezquitas.
- Valle de Ihlara: un cañón, a 40 kilómetros de Aksaray, en el distrito de Güzelyurt.
- Las ruinas de la aldea romana de Nisa, 2 km al norte de la actual población de Harmandalı (en el distrito Ortaköy). En el siglo IV el santo turco Gregorio de Nisa fue nombrado obispo de esta localidad.